# L'Enseignement de Vimalakīrti (Vimalakīrtinirdeśa)
L'Enseignement de Vimalakīrti (Vimalakīrtinirdeśa) est un ouvrage de l'indianiste Étienne Lamotte, qui réunit une importante étude et la traduction en français du Sūtra de Vimalakīrti. Il a été publié en 1962 par l'Institut orientaliste (Instituut voor Oriëntalisme) de l'Université catholique de Louvain, et traduit en anglais en 1976.

## Présentation et jugement
Dans son compte-rendu de l'ouvrage, Jacques May présente les principaux éléments qui encadrent la traduction.

### Introduction et traduction
L’introduction d’un peu moins de cent pages traite les points suivants :
1.     Une présentation des traductions existantes, en particulier chinoises, tibétaines et en langues occidentales, mais aussi des fragments en langues sogdienne et khotanaise.
2.     La question des titres du soutra.
3.     La philosophie du texte : ses liens avec le Madhyamaka et le Yogacara
4.     Les sources.
5.     La datation du soutra, que E. Lamotte situe au plus tard au IIe siècle de l’ère commune, sans que l’on puisse, note-t-il, préciser le terminus a quo de la littérature des soutras du Mahâyâna (la date à partir de laquelle commence leur production), soutras au nombre desquels figure le Vimalakîrti.
6.     Une concordance des chapitres entre la version tibétaine et les trois versions chinoises de Zhi Qian (en), Kumârajîva et Xuanzang.
7.     La localisation de l’action, avec ses allées et venues entre le parc de l’Âmrapâlivana et la maison de Vimalakîrti.
8.     Vimalakîrti dans la tradition indienne.
Vient ensuite la traduction, accompagnée de notes abondantes (p. 97 à 393).

### Jugement
Pour Patrick Carré, qui a donné une nouvelle traduction en français du Sûtra de Vimalakîrti, l'ouvrage de Lamotte est  « remarquable ». « [C'est] un chef-d’œuvre dans son genre; précédée d'une copieuse introduction et suivie d'appendices des plus fournis, cette grande traduction française suit au plus près la version tibétaine, la met en parallèle, lorsqu'il se doit, avec celle de Xuanzang et, parfois, la compare en note avec celle de Kumârajîva. Chaque terme technique est suivi entre parenthèses de son équivalent sanskrit, cité ou reconstitué. »

### Traduction de É. Lamotte
- L'Enseignement de Vimalakīrti (Vimalakīrtinirdeśa)  (trad. et annoté par Étienne Lamotte), Louvain-la-Neuve, Institut orientaliste, 1987 (1re éd. 1962), xv, 488 p. (lire en ligne)

### Traduction de l'ouvrage en anglais
(en) The Teaching of Vimalakīrti (Vimalakīrtinirdeśa). From the French Translation with Introduction and Notes  (trad. en anglais par Sara Boin), London, Routledge and Kegan Paul for Pali Text Society, 1976, cxvi, 335 p. (ISBN 0-710-08540-0)

### Comptes-rendus sur le livre
- (en) A. Bharati, « L'Enseignement de Vimalakīrti (Vimalakīrtinirdeśa) », Artibus Asiae, vol. 26, nos 3/4,‎ 1963, p. 366-368 (DOI https://doi.org/10.2307/3249001, lire en ligne)
- Jacques May, « L'Enseignement de Vimalakīrti (Vimalakīrtinirdeśa) », T'oung Pao, vol. 51, no 1,‎ 1964, p. 85-98 (lire en ligne)
- (en) Richard H. Robinson, « Review of L'enseignement de Vimalakirti », Indo-Iranian Journal (en), vol. 9, no 2,‎ juin 1966, p. 150-159 (lire en ligne)
- (en) Paul M. Williams (Review on the English Translation by Sara Boin), « The Teaching of Vimalakīrti (Vimalakīrtinirdeśa) », Journal of the Royal Asiatic Society (en), vol. 111, no 2,‎ 1979, p. 171-172 (DOI https://doi.org/10.1017/S0035869X00135658, lire en ligne)

### Articles liés
- La concentration de la marche héroïque (Śūraṃgamasamādhisūtra)